# Liste der Persönlichkeiten des Klosters Dobbertin

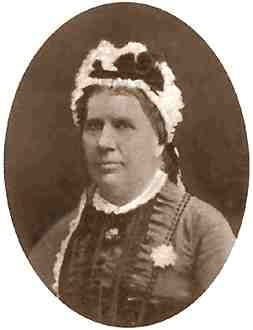
Mathilde von Rohr, Konventualin, enge Vertraute von Theodor Fontane

Die Liste der Persönlichkeiten des Klosters Dobbertin führt Personen auf, die im Kloster gelebt und dort leitende Funktionen innehatten.

## Liste nach Position

### Priorinnen
Die Priorin übte als Vorsteherin der Ordensgemeinschaft der Benediktinerinnen das klösterliche Amt einer Äbtissin im hiesigen Frauenkloster aus.
- 1300–1302 Gertrud
- erwähnt 1310 Rixa
- erwähnt 1328 Gertrud
- erwähnt 1337 Mechthild
- erwähnt 1339 Elysabeth
- erwähnt 1343 Adelheid (von) Plessen.[2]
- 1350–1353 Gertrud/Gertrudis[3]
- erwähnt 1355 Margarethe (von) Weltzien
- 1365–1382 Oda, priorissa.[4]
- erwähnt 1386 Gertrud
- erwähnt 1386 Ghese
- 1392–1402 Rixa von Werle, Tochter Herzogs Johann III. von Werle-Goldberg, seit 1378 als Nonne im Kloster.[5]
- 1402–1403 Ludgard (von) Preen
- 1409–1428 Adelheid/Alheit (von) Weltzien
- 1429–1437 Abele (von) Grabowen
- 1446–1448 Anna (von) Wamekow[6]
- 1448–1466 Ermegard (von) Oldenburg[7]
- 1475–1480 Katharina (von) Oldenburg
- 1488–1498 Adelheid (von) Crammon, abgedankt.[8]
- 1498–1502 Sophie (von) Wangelin[9]
- 1502–1509 Sophie von Vieregge
- 1509–1524 Anna (von) Detzin (Dessin)[10]
- 1522–1531 Anna (von) Thun[11]
- 1531–1549 Catharina (von) Oertzen[12]
- 1549–1557 Hyppolita (Hipolita) Gans (zu Putlitz)[13]
- 1557–1569 Elisabeth (von) Hobe.[14]
- 1562–1568 Margaretha von Wangelin, † 1569, wurde in den Verzeichnissen von 1572 ignoriert.[15]
- 1569–1580 Elisabeth (von) Hagenow, 1578 Bitte um Entlassung.[16][17]

### Unterpriorinnen
Die Unterpriorin war die Stellvertreterin der Priorin.
- 1446–1447 Ghese (von) Dessin[18]
- erwähnt 1448 Ermgard (von) Oldenburg
- 1462–1466 Katharina (von) Oldenburg
- 1475–1480 Mettke/Mechthild von dem Werdere
- 1488–1491 Abele (von) Oldenburg
- 1502–1506 Anna (von) Dessin[19]
- 1524–1549 Hipolita Ganz (zu Putlitz)
- 1536–1539 Elisabeth (von) Rohr
- 1543–1544 Anna (von) Dessin
- 1547–1562 Catharina (von) Pressentin.[20]
- 1552–1563 Ermegard von Stralendorff
- 1562–1569 Elisabeth (von) Hagenow.[21]
- 1562–1572 Elisabeth/Ilsabe (von) Bützow, danach im Kloster zum Heiligen Kreuz (Rostock) in Rostock.[22]
- 1569–1572 Margarete (von) Kerberg.[23]

### Dominae

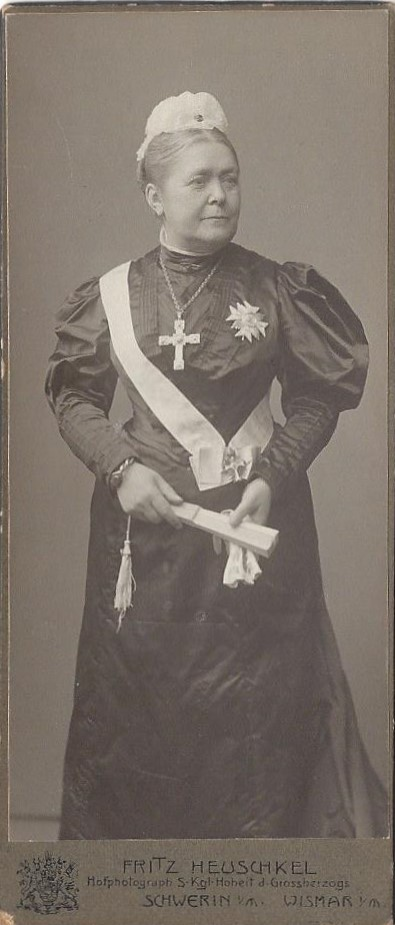
Domina Auguste von Bassewitz

Die Domina war auf Lebenszeit gewählte und durch den Landesherren bestätigte Vorsteherin des Konvents im Damenstift und für deren innere Ordnung verantwortlich.
- 1580–1597 Margarethe von Pritzbuer.[24]
- 1598–1608 Ilse von Dessin.[25]
- 1602–1603 Magaretha Giseler.[26]
- 1604–1609 Elisabeth von Buchwaldt.[27]
- 1609–1625 Magdalena von Schack.
- 1625–1634 Anna von Pentzen.
- 1634–1636 Luci Eva von Ditten.[28][29]
- 1644–1651 Catharina von Sprengel aus dem Haus a.d.H. Leisten.[30]
- 1652–1687 Anna Sophia von Scharffenberg (Scharpenberg), wurde mit 12 Jahren Konventualin und blieb 73 Jahre im Kloster.
- 1687–1691 Catharina von Barner.[31]
- 1691–1705 Anna Sophia von Behr a.d.H. Zülow.[32]
- 1706–1723 Elisabeth Augusta von Finecke a.d.H. Woosten.[33]
- 1723–1727 Sophia Catharina von Bülow a.d.H. Tellow, ihre Grabplatte mit Vollwappen steht an der Westwand des Klosterladens.
- 1727–1747 Anna Sophia Levecke von Bülow a.d.H. Groß Siemen, ihre Grabplatte mit Vollwappen steht im nördlichen Kreuzgang.
- 1747–1757 Margaretha von Bülow a.d.H. Bölkow, Stieten.[34]
- 1757–1792 Oelgard Anna Ilsabe von Krusen a.d.H. Bredenfelde.[35]
- 1792–1799 Magdalena Elisabeth von Quitzow a.d.H. Severin.[36]
- 1800–1818 Charlotta Sophia von Hagen a.d.H. Gül(t)zow.[37]
- 1818–1821 Elisabeth Maria Anna Gräfin von Bassewitz a.d.H. Prebberede.[38]
- 1822–1837 Elisabeth Friederike von Rohr a.d.H. Langerwisch.
- 1838–1875 Hedwig Elisabeth Dorothea von Quitzow a.d.H. Severin.[39] † mit 96 Jahren
- 1875–1906 Ernestine Hedwig von Schack a.d.H. Pankelow.[40]
- 1906–1925 Auguste Eleonore von Bassewitz aus Schwerin.
- 1925–1936 Auguste Sophie Caroline von Pressentin a.d.H. Rohlstorf.
- 1936–1945 Agnes von Bülow a.d.H. Kieth, als NS-Kreisfrauenschaftsführerin wurde sie vom Konvent nicht gewählt, sondern durch den Landrat des Kreises Parchim als Vertrauensfrau eingesetzt.[41]
- 1946–1948 Irmgard Bertha Elisabeth von Oertzen a.d.H. Rattey war ab 1946 die Verbindungsperson zur Landesregierung in Schwerin für die letzten in Dobbertin verbliebenen Konventualinnen.

### Priorinnen
Die Priorin war die Stellvertreterin der Domina im Konvent des Damenstifts.
- 1580–1600 Margaretha von Wardenberg (Wardenbruch)
- 1601–1607 Magdalena von Schack
- 1608–1613 Barbara Wardenberg, erste bürgerliche Priorin
- 1614–1636 Catharina von Gamm[42]
- 1644–1658 Anna Sophia von Scharffenberg
- 1687–1691 Anna Sophia von Behr[43]
- 1747–0000 von Plüskow a. d. H. Trechow
- 1818–1822 Eleonore Catharina Sophia von Weltzien
- 1838–1854 Christina Louise Elisabeth von Blücher a. d. H. Suckow
- 1859–1862 Melusine von Holstein a. d. H. Klein Luckow[44]
- 1863–1877 Helene Alexandrine Marie von Lützow[45][46]
- 1877–1891 Amalie Friederike Geogine von der Lancken a. d. H. Galenbeck[47]
- 1892–1900 Auguste Friederike Sophia Theodora von Lowtzow[48]
- 1900–1906 Auguste Elenore von Bassewitz aus Schwerin[49]
- 1906–1914 Melanie Ida Louise von Hobe[50]
- 1914–1926 Julie von dem Knesebeck a. d. H. Gresse.[51]
- 1926–1962 Magdalene Marie Luise von Oertzen a. d. H.Brunn-Vorwerk

### Pröpste

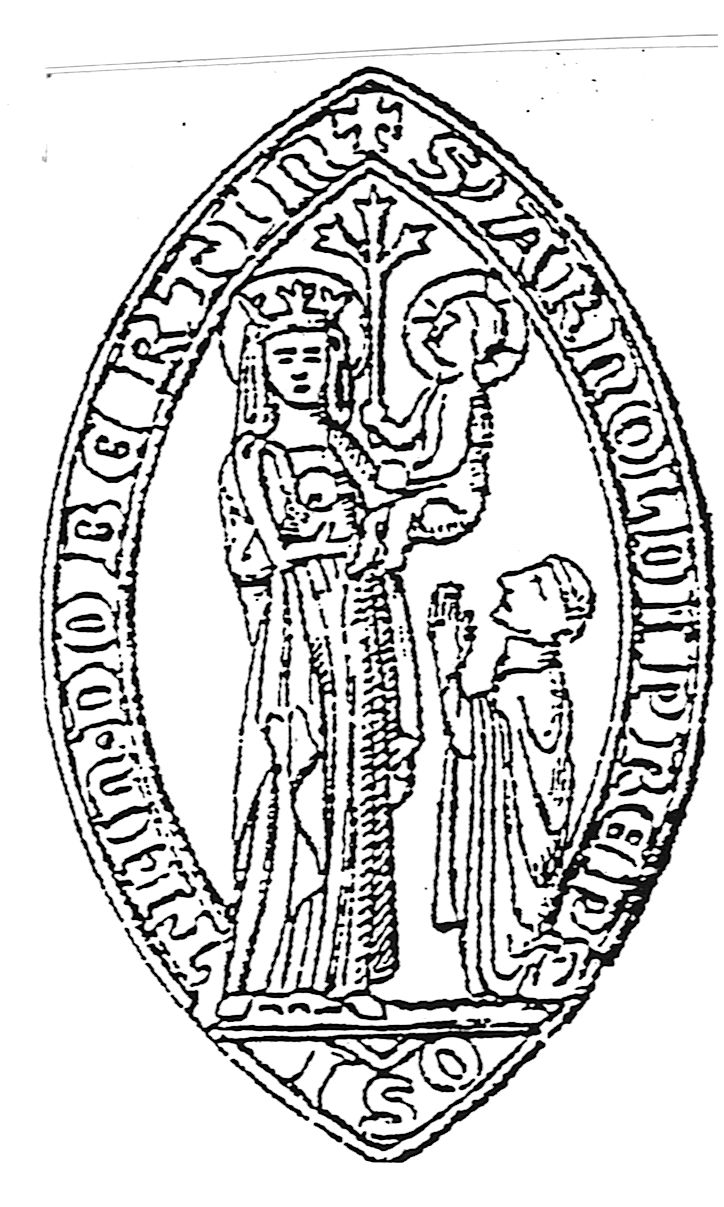
Siegel des Klosterpropstes Arnold 1302

Namen und Jahreszahlen bezeichnen die nachweisbare Erwähnung als Propst. Der Propst war auch für die Verwaltung, Wirtschaftsführung und äußeren Angelegenheiten des Nonnenklosters zuständig.
- 1227–1231 Thedelin/Theodoricus/Dietrich, prepositus fratum Dobrotin, danach Propst im Kloster Rühn.[56][57]
- 1234–1243 Olricus/Oldaricus/Ulrich[58]
- 1243–1249 Mathias von Weltzien, Propst tho Dobertin.[59]
- 1256–1275 Volrad/Volradius/Volrath, prepositus.[60][61]
- 1277–1288 Heinricus/Heinrich de Barse/Berscen, vorher Kaplan im Kloster[62][63][64]
- 1293–1298 Detlev Wackerbart
- 1300–1302 Johann/Johannes, prepositus in Dobertyn,[65] mit Siegel.[66]
- 1302–1305 Arnold/Arnoldus, mit Siegel.[67]
- 1309–1313 Tietmar/Dithmarus, erst Kaplan, mit Siegel.[68]
- erwähnt 1317 Conrad (von) Linstow[69]
- 1322–1332 Erdwanus/Erdwin/Erduanus.[70][71]
- 1329–1334 Borchard/Burchard, prepositus de Dobertin, war 1322 noch Domherr zu Lübeck.[72]
- erwähnt 1334 Konrad/Conradus.[73]
- 1335–1336 Kirchenprovisor Gottfried.[74]
- 1336–1350 Thydericus/Dietrich Vrye/, Prepositus in Dobbertyn[75] mit Siegel, kam als Priester von St. Marien zu Rostock, war später Kanoniker in Bützow.[76]
- 1350–1356 Eghardus/Eckard, mit Siegel.[77]
- 1360–1374 Prior Gerhard/Gerhardus/Conrad von Bengerstorp, war bis 1342 Prior in Doberan, nach Dobbertin, von 1381 bis 1387 Propst zu Güstrow.[78][79]
- erwähnt 1362 Odbertus/Odberto.[80]
- erwähnt 1367 Bertoldus/Bertoldo capellanus.[81]
- 1368–1377 Bartholdus von Wanzenberg, Kaplan, war 1371 im Auftrag der avignonesischen Kurie tätig.[82][83]
- erwähnt 1378 Henricus Regners.
- erwähnt 1381 Hermann Widdach, Vikar zu Dobbertin.
- 1382–1387 Bernard Holle/Bernt Hollen, Beichtvater der Klosterfrauen.[84][85]

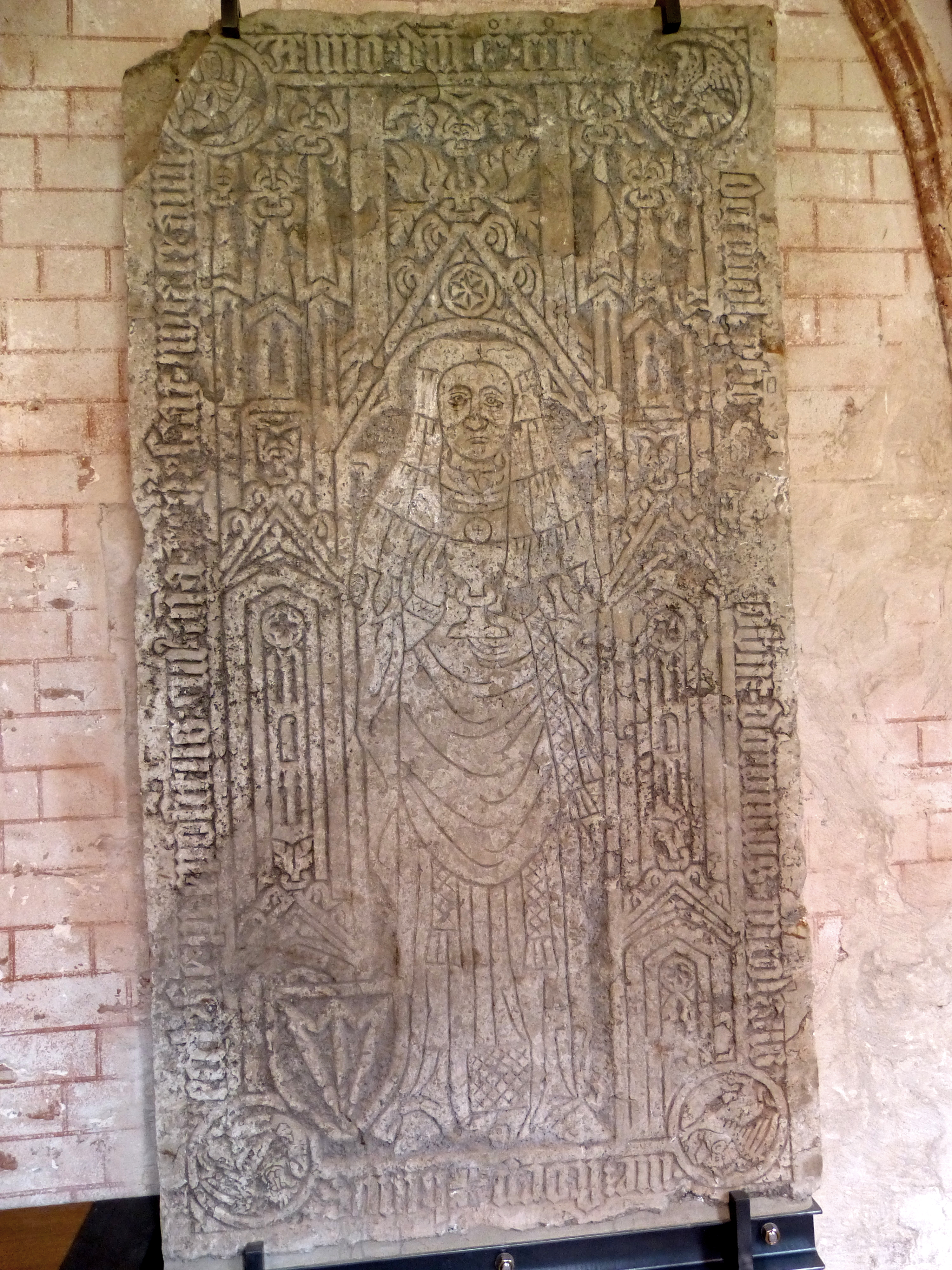
Grabplatte vom Propst Nikolaus Mezstorp von 1417 (2014)

- 1382–1417 Nicolaus Mezstorp, vorher Stiftskanoniker in Güstrow, seine Grabplatte steht im südlichen Kreuzgang.[86][87]
- erwähnt 1387 Johan Trere.[88]
- erwähnt 1397 geistlichen Bruder Heinrich[89] und Kaplan Michel.[90]
- 1400–1409 Melchor Hagenow, Prepositus to Dobbertyn
- 1403–1405 Johannes Kybel
- erwähnt 1405 Eghardum.[91]
- erwähnt 1418 Nicolaus von Weltzien, vorher Propst zu Stendal.
- 1418–1419 Nicolaus Scharbow, 1408 Kanonikus in Güstrow.[92][93]
- erwähnt 1422 Johann Rabiaten, Beichtvater der frawen zu Dobertin.
- 1425–1435 Hinrich Voss/Hinrico Vos[94][95]
- 1435–1443 Mathias von Weltzien, von 1437 bis 1440 Propst zu Güstrow.[96][97]
- 1437–1442 Waldemar von Moltke, Administrator.
- 1446–1461 Peter Kassow/Petrus Cassow, Beichtvater der Jungfrauen, Vikar am St. Jacobi-Altar in der Klosterkirche.[98]
- 1447–1466 Magister Nicolaus Beringher/Beryngher, 1456 Abgesandter der mecklenburgischen Herzöge in Lübeck.[99] ab 1460 in Güstrow zu finden.
- erwähnt 1460 Nicolaus Vittenborch, Landpropst in Dobbertin mit Seelsorge im Frauenkloster.[100]
- erwähnt 1461 Vikar Hermen Widdach[101]
- 1466–1475 Helmold Vlotowen/Helmold von Flotow.[102]
- 1476–1480 Johann Goldenbaghe, danach Domherr zu Güstrow.[103][104]
- 1480–1485 Barthold Moller, 1529 Theologieprofessor und Rektor an der Universität Rostock.[105][106]
- 1486–1488 Johann Kyckel/Johannes von Kybel.[107]
- erwähnt 1487 Henricus Stolp
- 1489–1506 Johannes Thun[108][109], von 1486 bis 1488 Propst im Kloster Rehna, von 1498 bis 1499 Dekan der Kollegiatstiftkirche zu Güstrow, von 1504 bis 1506 als Johannes III. Bischof zu Schwerin.[110]
- erwähnt 1510 Johann Horn/Johannes van Horn, vorher Dekan im Stiftskapitel und Domherr zu Güstrow, vom Konvent zum Propst gewählt, aber nicht bestätigt.[111]
- erwähnt 1511 Magister Bruno Bruns, Kaplan.[112]
- erwähnt 1520 Ludolf von Weltzien, 1491 Domherr zu Güstrow.
- 1520–1523 Hinrich Moller, gehörte zum Prälatenstand bei der Unterzeichnung der Urkunde über die Union der Landstände 1523 in Rostock.[113]
- 1523–1531 Michael Pawli, vorerst als Kaplan, † 1569.[114][115]
- erwähnt 1531 Henning von Pentz, von 1531 bis 1550 Propst im Kloster Sonnenkamp[116]
- erwähnt 1532 Magister Johannes Garlefstorp/Werlestorff[117]
- erwähnt 1532 Vicar Nicolaus Dowszall.[118][119] Evtl. ist die genannte Person mit dem unten stehenden Nicolaus Eiermann identisch.
- 1532–1545 Nicolaus Eiermann, Beichtvater des Dobbertiner Konvents.[120]
- 1539–1543 Nicolaus Hermanni, Beichtvater, danach Pfarre zu Goldberg.[121]
- 1550–1554 Andreas Eberlein, sei ein bose Predicante, den sie hier erdulden müssten.[122]
- 1554–1556 Joachim Klienow/Joachim von Klenow.[123]
- erwähnt 1557 Andreas Eberlein, schon 1525 erwähnt.[124]  ein ungeschickter Mensch, im Examen allzeit übel bestand, fast alt und unfleissig.[125]
- 1562–1569 Johann Sundecow, Kaplan.[126]
- erwähnt 1569 Michael Pauli[127][128]

### Pastoren
Namen und Jahreszahlen bezeichnen die nachweisbare Erwähnung als Pastor. Er war der Seelsorger des Konvents im Damenstift.
- 1570–1578 Joachim Krüger/Joachimus Krögerus.[132][133][134]
- 1582–1607 Peter Röbelmann[135]
- 1608–1638 Enoch Zander/Sander aus Bützow.[136]
- 1638–1672 Petrus Zander, mit 19 Jahren jüngster Pastor in Mecklenburg, mit 21 Jahren bei der schwedischen Königin Christina.[137][138][139]
- 1672–1674 Vakanz, Kaplan Lukow[140], Johannes Köster ohne Studium, Johannes Molli, Propst in Goldberg.[141]
- 1673–1676 Magnus Elvers, Magister aus Rostock.[142][143]
- 1677–1703 Martin Huth, aus Müncheberg in der Mark, 1691–1703 Präpositus.[144][145]
- 1704–1737 Casper Wilhelm Heerder aus Westfalen.[146][147]
- 1738–1742 Carl Christian Behm, Magister aus Stettin, durch Wahlbetrug zum Priester eingesetzt.[148][149][150] Aushilfe und Vertretung durch Carl Helmuth Neander aus Mestlin.[151]
- 1742–1757 Christian Hintzmann aus Schwerin.[152][153]
- erwähnt 1751 Bet- und Beichtvater Christoph Kalbom im Armenhaus.[154]
- 1757–1758 Pfarrstelle vacant.[155]
- 1758–1796 Gotthard Georg Studemund, aus Lübz.[156][157]
- 1797–1811 Samuel Dietrich Hoppe, aus Pritzwalk, vorher Hilfsprediger in Lübz.
- 1812–1838 Friedrich Heinrich Birkenstädt, aus Granzin bei Lübz.[158]
- 1837–1847 Gustav Johann Friedrich Owstien, 1832 Privatlehrer in Goldberg.[159]
- 1838–1855 (Christian) Heinrich Mahn, aus Rostock, 1836 Prädikant in Dobbertin.[160]
- 1856–1895 (Martin Johann Carl) Friedrich Pleßmann, aus Ludwigslust, 1853 Lehrer an der Knabenvorbereitungsschule in Schwerin, 1872–1895 Präpositus.[161][162]
- 1895–1900 Friedrich Wilhelm Johannes Burchard, aus Gischow, vorher Rektor in Grabow.[163]
- 01.11.1899–27.04.1901 Gottlieb Ludwig Julius Carl Lehnhardt, war Hilfsprediger, vorher Lehrer an der Privatknabenschule in Malchow.[164]
- 27.10.1901–30.09.1931 Karl Weinreben, aus Kirch Jesar, vorher Rektor in Ribnitz.[165]
- 01.10.1931–31.10.1933 Ulrich (Martin August Max Johannes) Schliemann aus Ruchow, am 10. 10. 1933 entlassen, danach in Florianapolis in Brasilien.[166]
- 01. 11. 1933–31. 03. 1944 Martin (Carl August Friedrich) Romberg, gefallen am 23. Februar 1945 in Posen.[167] kam aus Kirch Kogel.
- Dezember 1944–November 1945 Carl Köhler, Flüchtlingspfarrer aus Köln, predigte als Mitglied der NSDAP, nach Kriegsende Predigerverbot.[168]
- 10. 05. 1944–31. 12. 1985 Kurt-Vollrath (Carl Alwin Ernst Anton) Peters, 1942 Hilfsprediger in Hamburg, 1944 Hilfsprediger in Dobbertin, ab 1946 Pastor in Dobbertin, erste Predigt am 11. August 1946.[169][170]
- 01. 02. 1986–18. 07. 1989 Christoph Kleemann, Verfahren vor dem Rechtshof in Greifswald, 1988 beurlaubt und in den Wartestand versetzt, danach Senatspräsident in Rostock.
- 30. 09. 1990–31. 08. 1994 Dr. theol. Ulrich Palmer, danach Pfarre in Hohen Sprenz.[171]
- 1993–1998 Dieter Döring, Pfarrstelle für die kirchliche Leitung der diakonischen Einrichtung im Kloster Dobbertin.[172]
- 01. 09. 1994–28. 12. 1999 Gerhard Voß, von Goldberg aus.[173]
- 1997–31. 12. 2012 Astrid Lüth.[174][175]
- 01. 01. 2012–31. 12. 2012 Michael Timm, von Goldberg aus, Kornelius Taetow von Mestlin aus.
- 01. 03. 2013–aktuell Christian Hasenpusch, von Goldberg aus.

### Sandpröpste
Der Sandpropst war der Verwalter des Klosterbesitzes in der Vorderen und Hinteren Sandpropstei.
- 1228–1243 Olricus/Ulrich, zeitweise, war Klosterpropst in Dobbertin.
- 1257–1275 Volradius/Volrad, zeitweise, war Klosterpropst in Dobbertin.
- 1277–1288 Henricus/Hartmann, zeitweise, war Klosterpropst in Dobbertin.
- 1302–1305 Arnold, zeitweise, war Klosterpropst in Dobbertin.
- 1350–1356 Eghardus/Eckhard, zeitweise, war Klosterpropst in Dobbertin.
- erwähnt 1562 Joachim Thomas.
- 1651–1670 Hieronymus Gerlach in Röbel.[176]
- 1673–1709 Hieronymus Christoph Gerlach, war auch Bürgermeister in Röbel.[177][178]
- 1709–1738 Franz Mundheim in Sietow.[179][180]
- erwähnt 1712 Sant-Probsten Erben.[181]
- 1732–1738 Simon Friedrich Giesen in Sietow.[182]
- 1738–1742 Joachim Friedrich Jacobsen in Röbel.[183]
- erwähnt 1757 † Christoph Gerlach, war auch Bürgermeister in Röbel.

### Klosterhauptmänner
Der Klosterhauptmann, 1557 als Amtmann, Amtsverwalter oder (Closter-)Klostervorsteher, ab 1572 als Klosterhauptmann des Klosteramtes bezeichnet, war der Vermögensverwalter des Klostereigentums und der Geschäftsführer des umfangreichen Wirtschaftsunternehmens. Es musste von Adel sein und wurde für sechs Jahre auf dem Landtag gewählt und stand unter Kontrolle der Stände des Landtages.
- 1557–1562 Jürgen (Georg) von Below auf Kargow bei Waren, 1558–1603 Hofmarschall und Geheimer Rat beim Herzog Ulrich in Güstrow.[185][186][187]
- 1562–1569 Joachim von Kleinow, ab 1550 Amtsverweser, 1555 Gesandter in Livland.[188][189]
- 1569–1588 Joachim von der Lühe auf Püttelkow, 1565–1584 Hofmarschall und 1565–1588 Geheimer Rat beim Herzog Ulrich in Güstrow.[190][191]
- 1588–1601 Landrat Joachim von Bassewitz auf Levetzow, Bestallung am 24. August 1588, ab 1589–1603 Geheimer Rat beim Herzog Ulrich in Güstrow, danach Dompropst zu Schwerin.[192][193]
- 1602–1610 Levin von Linstow auf Gaarz, Linstow und Glave.
- 1610–1622 Joachim von Oldenburg auf Gremmelin.[194]
- 1622–1629 Gerichtsrat Georg von Linstow auf Gaarz und Glave, 1630 Wallensteins Appelationsgerichtsrat in Güstrow.[195][196]
- 1629–1630 Matthias von Bülow auf Prokrent.
- 1630–1634 Hauptmann Hardenack von Bibow auf Westenbrügge, durch den Konvent gewählt, doch die Ritter- und Landschaft wollte ihnen das Wahlrecht nicht zugestehen.[197]
- 1635–1653 Geheimer Rat Paschen von der Lühe auf Thelkow, Präsident beim Hof- und Landgericht in Güstrow, Wahl erfolgte ohne Hinzuziehung der Landräte.[198][199]
- 1653–1659 Landrat Churdt von Behr auf Greese.[200]
- 1659–1682 Landrat Christoph Friedrich von Jasmund auf Cammin zu Stargard.[201][202] 1660–1708 auch Klosterhauptmann zu Malchow.
- 1682–1686 Baltharsar von Weltzien auf Benthen.
- 1693–1696 Landrat Andreas von Pritzbuer.[203]
- erwähnt 1697 Rittmeister Magnus Friedrich  von Barner auf Bülow.[204]
- 1709–1744 Oberstleutnant, Landrat Joachim von Bassewitz auf Wahrstorf, Lütten-Walmsdorf. Der Herzog ließ das Kloster mit Dragonern besetzen, damit der Klosterhauptmann sein Amt nicht ausüben konnte.[205][206]
- 1744–1746 Interim, Provisor Jobst Hinrich von Bülow auf Woserin übernahm die Verwaltung des Klosters.[207]
- 1746–1748 Henning Friedrich Graf von Bassewitz auf Prebberede.[208]
- 1749–1762 Jobst Hinrich von Bülow auf Woserin.
- 1762–1768 Johann Dietrich von der Osten auf Karstorf, vorher Hauptmann im Kloster Malchow.[209][210]
- 1767–1774 Polnischer und Sächsischer Hauptmann August Friedrich von Stralendorff auf Gamehl.[211]
- 1774–1776 Interim (Provisor Adam Philipp Matthias von Flotow auf Reetz).
- 1776–1790 Hans Friedrich Christian von Krackewitz auf Briggow.[212][213][214]
- 1790–1801 Rittmeister Gottfried Hartwig von Weltzien auf Benthen.[215][216]
- 1801–1802 Erblandmarschall Hartwig Friedrich August von Lützow auf Eickhof.
- 1804–1818 Rittmeister August Friedrich Lowtzow auf Klaber.[217]
- 1818–1830 Rittmeister Christian Georg Ferdinand von Raven auf Müsselmow.[218][219]
- 1830–1835 Victor August Friedrich Eugen Wilhelm von Oertzen auf Leppin.
- 1836–1854 Carl Peter Johann Baron von Le Fort auf Wendhof und Boek.[220]
- 1854–1866 (Otto) Julius von Maltzan, Freiherr zu Wartenberg und Penzlin auf Klein Lukow.[221]
- 1866–1869 Drost Bogislaw Wilhelm Theodor von Liebeherr auf Steinhagen.[222][223]
- 1870–1882 Christian Joachim Hugo Karl Graf von Bernstorff auf Ventschow und Wahrstorf.[224][225]
- 1882–1894 Wilhelm von Oertzen, auf Barsdorf und Lübbersdorf.[226]
- 1894–1914 Carl Friedrich Ludwig von Lützow auf Eickhof.
- 1914–1916 Georg Carl Ernst (gen. Jürgen) von Flotow auf Stuer.[227][228]
- 1917–1919 Hellmuth Otto Maria von Prollius auf Stubbendorf.[229]

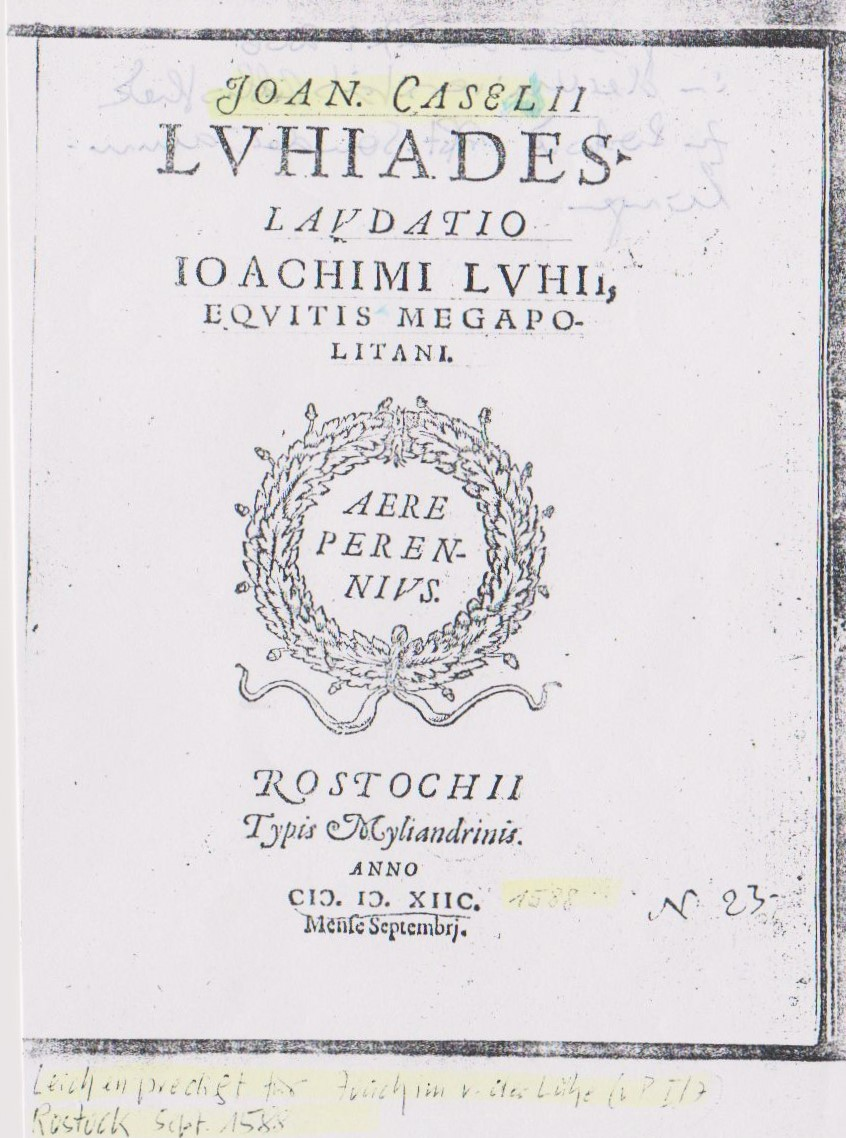
Leichenpredigt Joachim von der Lühe (1588)
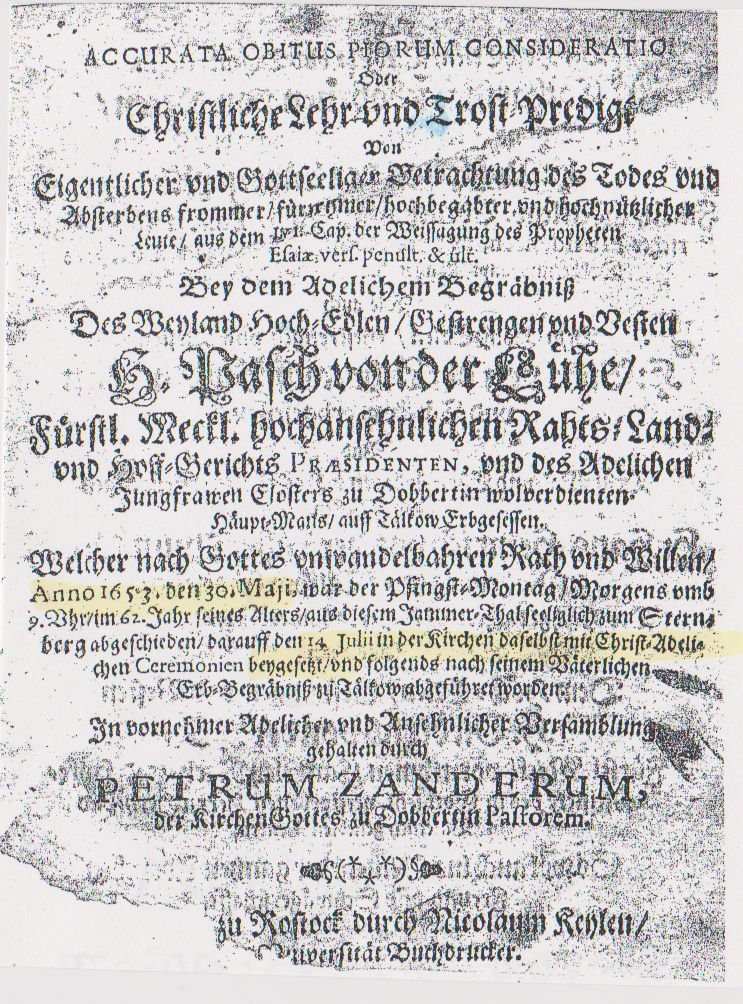
Leichenpredigt Paschen von der Lühe (1653)
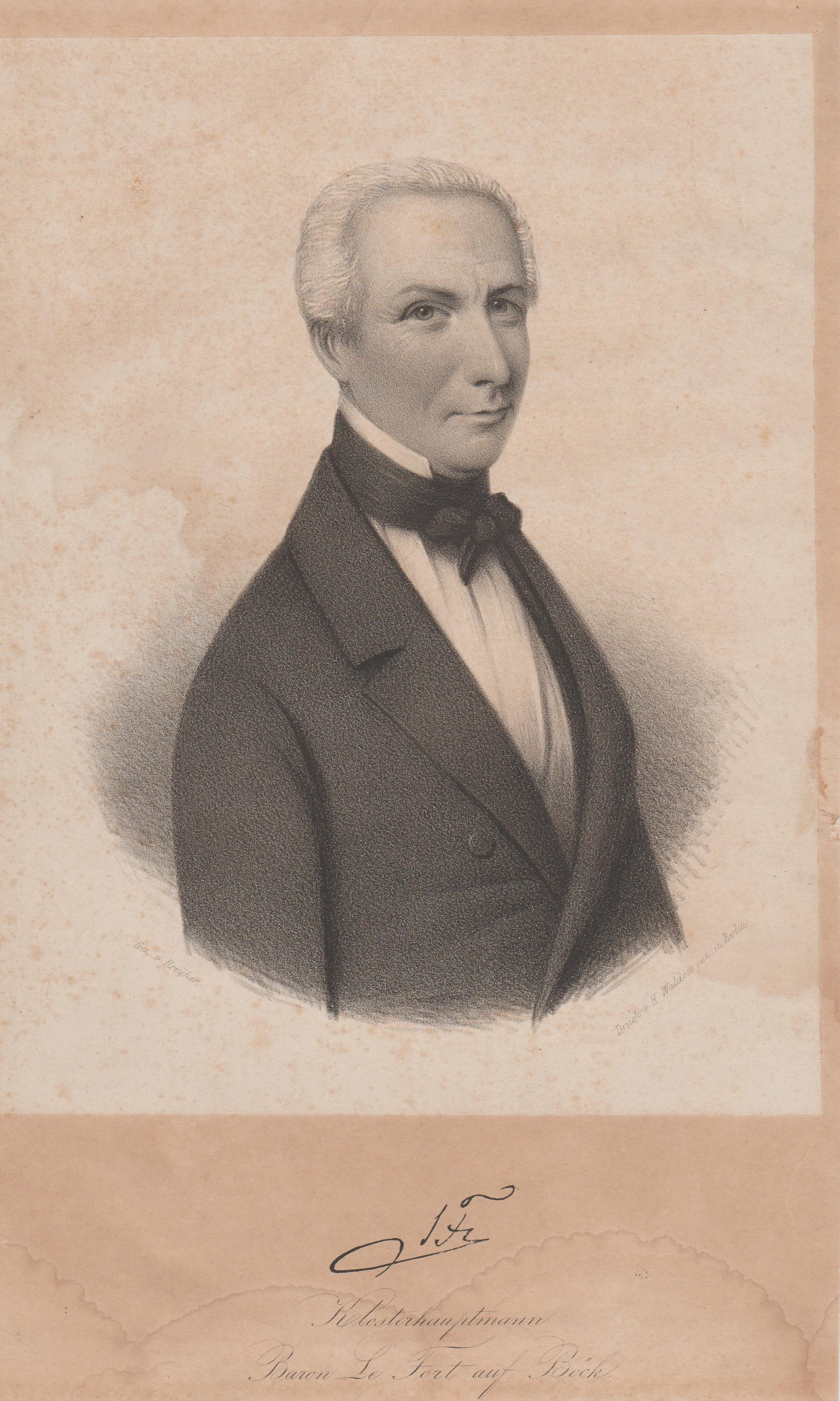
Carl Peter Baron von Le Fort (1862)

### Provisoren
Die Provisoren waren auf Amtsebene die Stellvertreter des Klosterhauptmanns, mussten dem Adel angehören, je einer kam aus dem Herzogtum Schwerin und dem Herzogtum Güstrow und sie wurden auf dem Landtag für vier Jahre gewählt.
- erwähnt 1523 Martin von Pritzbuer auf Grabenitz, hatte die Union der Landstände mitgesiegelt.
- 1550–1562 Joachim von Kleinow, ab 1553 Amtsmann, ab 1558 Amtsverweser.[230]
- 1569–1572 Georg (Jürgen) von Below auf Kargow, Klosterverwalter.[231][232]
- 1569–1586 Landrat Hans Ernst von Linstow auf Bellin, „war Visitator zur Beseitigung katholischer Umtriebe“.[233][234]
- 1569–1591 Landrat Claus von Oldenburg auf Gremmelin.[235][236]
- 1572–1576 Diedrich von Plessen auf Zülow.[237]
- 1589–1616 Joachim von Bülow auf Karcheez, Prützen und Krieschow.[238]
- 1589–1601 Landrat Johann von Cramon auf Woserin, beteiligt an Hexenprozessen im Klosteramtsgericht.[239]
- 1594–1601 Hartwig von Pressentin auf Prestin.
- 1594–1612 Joachim von Finecken aufm Werder/Finkenwerder.[240]
- erwähnt 1597 Wiegandt Moltzahn auf Grubenhagen und Rothspalk.
- 1601–1612 Landrat Hennicke Rewentlowen auf Ziesendorf und Reetz.[241]
- 1601–1612 Hauptmann Arendt von Möllendorff auf Dargelütz.[242]
- 1608–1610 Landrat Cuno Wulfrath von Bassewitz.[243]
- 1610–1612 Joachim von Oldenburg auf Gremlin.[244][245]
- 1612–1633 Landrat Gebhard von Moltke auf Toitenwinkel, 1633 auf dem Landtag zu Malchin abgewählt, weil er sich im Exil in Lübeck aufhielt.[246][247][248]
- 1622–1629 Matthias von Bülow auf Pokrent
- 1623–1632 Hauptmann Hardenack von Bibow auf Westenbrügge und Ventschow, von 1630 bis 1634 Klosterhauptmann, danach bis 1644 wieder Provisor.[249]
- 1633–1666 Landmarschall Joachim II. von Moltzan.[250][251]
- 1633–1660 Landrat Henning von Lützow auf Pritzier und Schwechow.
- 1653–1659 Landrat und Hofmeister Daniel von Plessen auf Hoikendorf.[252][253]
- 1666–1677 Landrat Hans Friedrich von Lehsten, Erbherr auf Wardow und Dölitz.[254]
- 1682–1691 Hans Georg von Petersdorff auf Witzin.[255]
- 1691–1696 Rittmeister Magnus Friedrich von Barner auf Bülow.[256]
- 1691–1714 Landrat Philipp Cuno von Bassewitz auf Dalwitz.[257]
- 1693–1696 Landrat Andreas Pritzbuer (Senior).[258]
- 1708–1709 von Restorff auf Möderitz, Amt Crivitz, gab aus Bescheidenheit sein Amt an seinen Nachfolger ab.[259]
- erwähnt 1709 Joachim von Bassewitz auf Wahrstorf und Lütten-Walmsdorf, Landrat.[260]

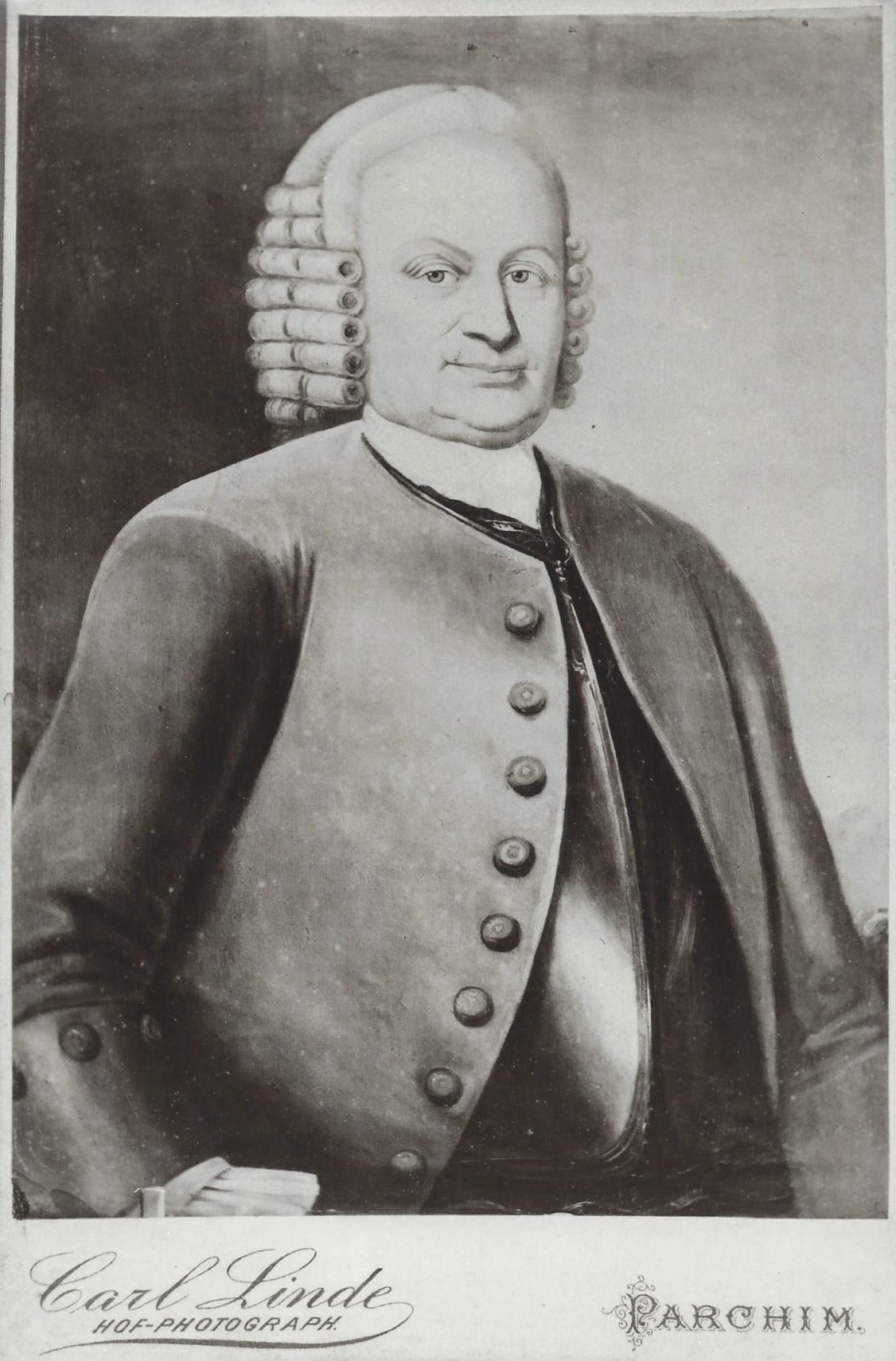
Provisor und Klosterhauptmann Jobst Hinrich von Bülow (1762)

- 1721–1749 Jobst Hinrich von Bülow auf Woserin.[261][262][263]
- 1721–1744 Georg Christoff von Wangelin auf Alt-Schwerin.[264][265]
- 1746–1748 Oberstleutnant Carl Dietrich von Thomstorff auf Rotspalk durch Losentscheid Provisor, Präsident am Landgerichtshof zu Güstrow.[266]
- 1750–1762 Johann Dietrich von der Osten auf Karstorf.[267]
- 1755–1760 Joachim Friedrich Matthias von Grabow auf Suckwitz.[268]
- 1761–1767 Polnischer und Sächsischer Hauptmann August Friedrich von Stralendorff auf Gamehl.[269]
- 1761–1768 Friedrich Ludwig Matthias von Vieregg auf Subzin und Kronskamp.[270]
- erwähnt 1766 Rittmeister Ulrich Friedrich Johann Gottlieb von Schack auf Wendorf
- 1769–1784 Kammerjunker Hans Friedrich Christian von Krackewitz auf Briggow.[271]
- erwähnt Barthold Friedrich von Bernstorff auf Scharbow.
- 1771–1777 Oberstleutnant von Bülow auf Kritzow.[272]
- 1774–1776 Adam Philipp Mathias von Flotow auf Stuer, Kogel und Käselin.[273]
- 1774–1779 Kammerjunker Adolph Friedrich von Raven auf Golchen.[274][275]
- 1778–1791 Rittmeister Gottfried Hartwig von Weltzien auf Benthen.[276]
- 1777–1782 E. J. von Hobe auf Jürgenstorf.[277]
- 1782–1793 Hauptmann Bernhard Christoff von Blücher auf Gorschendorf.[278][279]
- 1791–1816 Major Vollrath Friedrich Ferdinand Freiherr von Meerheimb auf Reinsdorf und Wokrent.[280][281]
- 1793–1800 Kammerherr Carl August Georg Ludwig von Graevenitz auf Wesselstorf.[282][283]
- 1798–1820 Landrat Kammerherr Adam Otto von Vieregg auf Steinhausen.[284][285]
- 1811–1819 Hauptmann, Kammerherr und Landrat Anton Christoph Caspar Friedrich von Wickede auf Gorschendorf[286]
- 1817–1819 Christian Georg Ferdinand von Raven auf Müsselmow
- 1820–1861 Hans Diedrich Wilhelm von Blücher auf Sukow

Cuno Graf von Bassewitz (1910)

- 1821–1836 Major Heinrich Franz von Barner auf Klein Görnow.[287][288]
- 1837–1845 Landrat Johann Jacob von Leers auf Schönfeld, Mühlen und Groß Eichsen.[289][290]
- 1844–1864 Vice-Landmarschall Johann Heinrich Carl von Behr auf Hindenberg.[291][292]
- 1862–1889 Landrat Josias Helmuth Albrecht von Plüskow auf Kowalz, war 50 Jahre Mitglied der Ritterschaft.[293]
- 1865–1880 Oberstleutnant Heinrich von Bülow auf Camin, lehnte eine Wiederwahl ab.[294][295]
- 1881–1889 Landrat Diederich von Mecklenburg auf Wieschendorf.[296][297]
- 1887–1893 Carl Friedrich Ludwig von Lützow auf Eickhof
- 1895–1918 Cuno Graf von Bassewitz auf Perlin.[298][299]
- 1890–1918 Friedrich Ernst August von Gundlach auf Mollenstorff, letzter Provisor bis zur Auflösung des Landesklosters.[300]

### Küchenmeister
Der Küchenmeister war als Finanzbeamter der Leiter der Klosteramtsverwaltung, auch Verwalter der Klosterwirtschaft und zuständig für das gesamte Rechnungswesen mit der Amtskasse.
- 1308–1325 Cellar Johannes Stime.
- erwähnt 1337 Hermann Steinweg.
- 1343–1347 Johann Kuppentin.[301]
- erwähnt 1441 Henning Warborch.[302]
- erwähnt 1577 Michael Koch.[303]
- erwähnt 1557 Johannes Graetzen.[304]
- erwähnt 1560 Abraham Mu…
- 1568–1569 Hans Göden, Amtsverwalter.[305]
- erwähnt 1577 Michael Koch.[306]
- 1594–1602 Bartold Köhne/Berthold Koenen.[307]
- 1602–1604 Bartholt Muchow/Muchauwen.[308]
- 1604–1607 Berthold Blücher.
- erwähnt 1607 Assmus Müller(ns).
- 1614–1624 Nicolaus Schröder.[309]
- 1631–1636 Lorenz Eggert.
- 1636–1640 Cyriari Hartel.
- 1640–1655 Jacob Strassen/Strese.[310]
- 1661–1699 Arendt Calsowen/Arnd Kalsow, war 1669 und 1674 an Hexenprozessen in der Sandpropstei beteiligt.[311]
- 1699–1713 Johann Erdtmann, durch dänischen General Jürgen von Rantzau vor Wismar in Arrest genommen.[312][313][314]
- 1714–1716 Johann Friese.[315][316]
- 1716–1721 Johann Crull/Crullen[317]
- 1721–1723 Georg Nicolaus Gutzmer.[318]
- 1724–1744 Christian Gottlieb Crull.[319]
- 1744–1775 Paschen Engel Friese.[320][321]
- 1775–1808 Carl Friedrich Friese. Wegen zunehmender Finanzgeschäfte wurde 1799 Amtsschreiber Mühlenbruch als Gehilfe eingestellt.
- 1800–1808 Friedrich Wilhelm Heinrich Mühlenbruch.[322]
- 1808–1810 Johann Adolph Christoph Schlüter.[323][324]
- 1810–1812 Johann Christoph Ludwig Weißbrodt, wurde gekündigt.[325]
- 1812–1825 Gustav Hartwig Schulze.[326][327]
- 1825–1852 Johann Christoph Friedrich Behrens, seit 1817 Amtsactuar, war auch Organist der Klosterkirche, 1851 fast erblindet.[328]
- 1852–1889 Wilhelm Heinrich Johann Schultz aus Lübz.[329]
- 1889–1916 Rechnungsrat Ludwig Theodor Gustav Schulze aus Rostock, ab 1914 auch Vorsitzender der klösterlichen Krankenkasse.[330][331]
- 1916–1922 Marine-Intendantur-Sekretär Karl Reckling, seit Oktober 1916 probeweise, am 1. April 1917 endgültig angestellt, ab 1922 Leiter der „Staatlichen Klosterverwaltung“, als Oberverwaltungsinspektor 1923 nach Schwerin versetzt.[332][333]
- 1920–1924 Ökonomierat Friedrich Heinrich Leberecht Jerichau leitet den Amtsbauhof- und Amtsgartenbetrieb.[334]
- 1924 am 1. Juni der Administrator Adolf Lefeld aus Neuhof bei Feldberg zum Nachfolger eingestellt und am 21. Dezember 1924 die Staatliche Klosterverwaltung aufgelöst.[335]

### Syndicus
Der Syndicus war für die Rechtsgeschäfte und juristischen Angelegenheiten der Besitzungen des Klosters Dobbertin zuständig, auch in Zivil-, Kriminal- und Polizeisachen. Er gehörte dem Klostergericht und dem Klosteramtsgericht an und hatte nach der bestehenden Gerichtsverfassung richterliche Funktionen und Befugnisse.
- erwähnt 1569 Joachim Reich.
- 1644–1679 Doctores Joachim von Nesen aus Güstrow.[337][338]
- 1682–1694 Paul Kistmacher.
- 1718–1738 Hofrat Dr. Christoph Knövenagel.[339][340]
- erwähnt 1737 Christoph Andreas Schmidt.
- 1739–1742 David Christian Schmietelow.
- 1744–1745 Johann Gottlieb Queck.
- erwähnt 1745 Dr. Wiese aus Güstrow.
- 1754–1760 Dr. Johann Gustav Storch, Erster Bürgermeister und Hofrat aus Güstrow.[341][342]
- 1762–1779 Dr. jur. Johann Peter Zander, Hof- und Landgerichtsrat und Advokat in Güstrow, Schwiegersohn von Johann Gustav Storch.[343]
- 1782–1808 Enoch Zander, Großherzoglich mecklenburgischer – schwerinscher Hof- und Landgerichtsadvokat zu Güstrow, Sohn von Enoch Zander.[344]
- 1809–1812 August Gottlieb Hermann Ehlers, Hofrat aus Bützow.[345]
- 1812–1836 Carl Heinrich Christoph Trotsche, Hofrath und Bürgermeister aus Güstrow.[346][347][348]
- 1837–1838 Adolph Julius Heinrich Ludwig Seitz, Advocat aus Güstrow.[349]

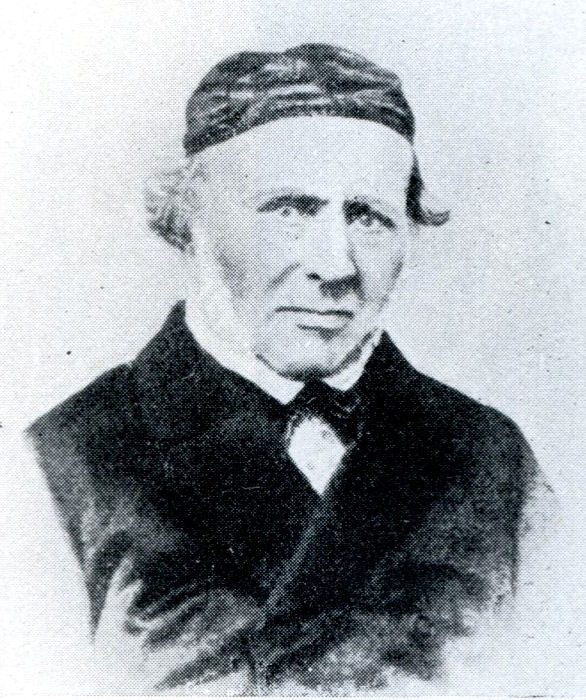
Syndicus Christian Engel (1850)

- 1838–1883 Carl Jacob Heinrich Burmeister, Richter, Advokat und Geheimer Kanzleirath aus Güstrow.[350][351][352]
- 12.12.1883–03.12.1921 Franz Friedrich Paschen, Bürgermeister und Geheimer Hofrath aus Bützow.[353][354]
- 1936–1945 Dr. Dietrich von Oertzen Rechtsanwalt aus Rostock.

### Syndici der Sandpropstei
- 1705–1709 Dr. Wolff[355]
- 1841–1862 Geheimer Hofrat und Bürgermeister Christian Engel in Röbel.
- 1863–1880 Hofrat und Bürgermeister Carl Friedrich Hermes in Röbel.[356]

### Notarius, Notar
Der Notar war für die Beurkundung von Rechtsgeschäften jeglicher Art im Klosteramt zuständig.
- erwähnt 1543 Notarius Johann Horninck.[357]
- erwähnt 1569 Notarius Joachim Reich.
- erwähnt 1648 Notarius Martin Badinges aus Güstrow.
- erwähnt 1659 Notarius Christoph Friedricus.[358]
- erwähnt 1662 Notarius Johann Christoff Theil.[359]
- 1665–1670 Notarius Schowig in Sietow.
- 1705 Georg Golmen.[360]
- erwähnt 1712 Johann Crullen.[361]
- 1718–1719 Notari Poppe.[362]
- erwähnt 1726 Gulowen.[363]
- 1736–1763 Amtsnotar Johann Joachim Schröder, war 1752 Schützenkönig in Dobbertin.[364][365]
- erwähnt 1737 Christoph Andreas Schmidt.
- 1744–1745 Joachim Gottlieb Queck.[366]
- erwähnt 1746 Notarius Knöchel, durch Orgelbauer Paul Schmidt zum Organist ausgebildet.[367]
- erwähnt 1763 Christian Schovig aus Güstrow.
- erwähnt 1772 Johann Heinrich Böhme.
- 1800–1808 Jacob Heinrich Giesecke, auch Organist.[368]
- 1809–1813 Notari Johann Gottlieb Graupner aus Malchin.[369]
- erwähnt 1814 Johann Christoph Friedrich Behrens.
- erwähnt 1845 Johann Wiese, vorher Postmeister im Klosteramt.
- erwähnt 1871 Notar Garthe[370]

### Actuarius, Amtsschreiber
Der Actuarius war Schreiber und Protokollführer in der Klosteramtsverwaltung.
- erwähnt 1491 Procuratori Joachim Stoißlofe.
- 1582–1600 Archimagistro Nicolaus Schröder.[371]
- erwähnt 1600 Cyrianus Hertel.[372]
- 1647–1659 Johann Jürgen Halberstadt.[373]
- 1650–1660 Johannes Börding/Johann Bording.[374][375]
- 1675–1678 Samuel Christian Ahrens
- erwähnt 1661 Johann Christoph Strelenius
- 1680–1701 Johann Lucow
- 1702–1705 Ernst Heinrich Erdtmann.[376]
- 1716–1722 Johann Eyler, danach Notar in Rostock.
- erwähnt 1722 Christoph Gottlieb Crull/Crullen.[377][378]
- 1726–1727 Johann Joachim Guhl.[379]
- 1736–1758 Johann Joachim Schröder, 1758 Amtsnotarius beim Wahlbetrug zur Predigerwahl.
- 1739–1742 David Christian Schmietelow.[380]
- 1746–1751 Wiechmann
- 1751–1754 Artur Theodor Max Friedrich Engel.[381][382]
- 1758–1766 Johann Georgius Mühlenbruch.[383]
- 1758–1790 secretario Johann Christian Haase.[384]
- erwähnt 1767 Albrecht Johann Carl Casimir Voigt
- 1768–1774 Johann Joachim Schröder
- 1775–1805 Jacob Heinrich Giesecke, auch mit 71 Jahren noch Organist.[385]
- 1776–1781 Johann Adolph Weber
- 1793–1794 Hansen
- 1794–1807 Casper Friedrich Böttcher[386]
- 1808–1812 Carl Christian Kränicke[387]
- 1813–1816 Amtsschreiber Möller.[388]
- 1814–1825 Johann Christoph Friedrich Behrens,[389] danach bis 1852 Küchenmeister.
- 1825–1835 Otto Carl Christian Wiencke auf Neuhof.
- 1837–1865 Ludwig Franz Vollrath Christian Lierow.[390][391]
- 1866–1894 Gustav Carl Friedrich Conrad Lierow, Sohn von Ludwig Lierow.[392]
- 1895–1900 Raths-Protocollist Arthur Theodor Max Friedrich Engel aus Grevesmühlen,[393] erhielt die Kündigung.[394]
- 1900–1922 Martin Herrmann Heinrich Kleesath, vorher Angestellter der Ritterschaftlichen Brandversicherungsgesellschaft zu Rostock, ab 1915 Amtssekretär, Oberverwaltungssekretär.[395]
- 1916–1918 Hans Angerstein aus Güstrow, kommissarischer Steueraktuar.[396]

(Quelle: u. a.:)

### Historische Quellen
- Mecklenburgisches Urkundenbuch (MUB)
- Mecklenburgische Jahrbücher (MJB)

### Ungedruckte Quellen
Landeshauptarchiv Schwerin (LHAS)
- LHAS 1.5-4/3 Kloster Dobbertin, Urkunden.
- LHAS 2.12-1/23 Korrespondenz der Herzöge mit Räten und anderen Amtspersonen.
- LHAS 2.12-2/4 Regierungskollegien und Gerichte.
- LHAS 2.12-3/2 Klöster und Ritterorden. Dobbertin.
- LHAS 2.12-3/4 Kirchen und Schulen. Specialia.
- LHAS 2.12-3/5 Kirchenvisitationsprotokolle.
- LHAS 3.2-3/1 Landeskloster/Klosteramt Dobbertin.
- LHAS 5.11-2 Landtagsversammlungen, Landtagsverhandlungen, Landtagsprotokolle, Landtagsausschuß.
- LHAS 5.12-4/2 Mecklenburgisches Ministerium für Landwirtschaft, Domänen und Forsten.
- LHAS 9.1-1 Reichskammergericht. Prozeßakten 1495–1806.
- LHAS 10.09.L/06. Personennachlass Lisch, Friedrich (1801–1883).
- LHAS 10.63-1 Verein für mecklenburgische Geschichte und Altertumskunde. Clandrians Briefe 15. und 16. Jahrhundert.
- LHAS Mecklenburgische Regesten Urkunden 1402–1599.

Landeskirchliches Archiv Schwerin (LKAS)
- LKAS, OKR Schwerin, Specialia, Personalia und Examina.
- LKAS, OKR Schwerin, Specialia, Abt. 1 Dobbertin, Nr. 005, 006. Prediger 1792–1998.

Landesamt für Kultur und Denkmalpflege (LAKD)
- Archäologie Ortsaktenarchiv, Grabungsdokumentationen.
- Baudenkmalpflege, Ortsakte Kloster Dobbertin, Bauhistorische Berichte.

Vatikanisches Geheimarchiv Rom
- Papsturkunden 1200–1500.

Dänisches Reichsarchiv (Statens Arkiver Rigsarkivet) Kobenhagen (Kobenhavn)
- Mecklenburgica-Schwerin stifts arkiv. Kloster Dobbertin, Pack 1-52.

Archiv der Hansestadt Lübeck
- Altes Senatsarchiv, Externa, Deutsche Territorien.

Stadtarchiv Ribnitz
- Bestand Kloster Dobbertin.

Archiv der Hansestadt Wismar
- Zeugenbuch.
- Nachlass Familie Friese und Mühlenbruch.

Stadt Goldberg
- Stadtarchiv Goldberg, Museum Goldberg.